# Legs McNeil

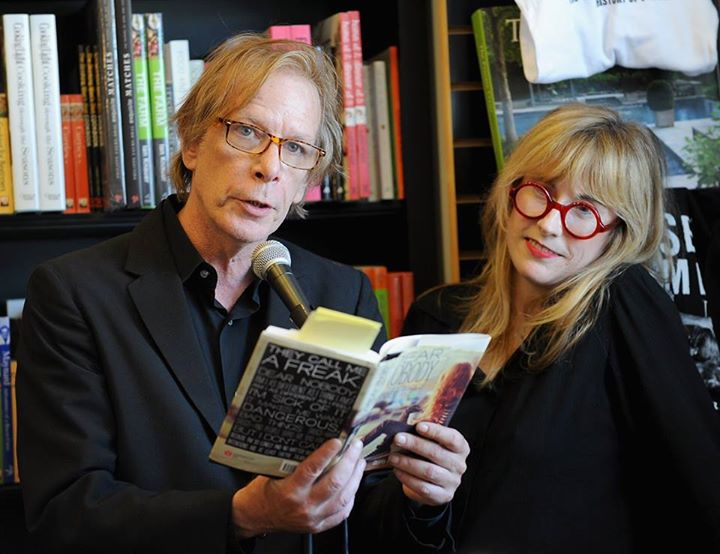
McNeil e Gillian McCain em 2014

Roderick Edward "Legs" McNeil (Cheshire, 27 de janeiro de 1956) é um escritor e historiador de rock. Ele foi co-fundador e escritor da revista Punk. É co-autor do livro Mate-Me Por Favor ao lado de Gillian McCain.